# 庞塔
庞塔（法語：Penthaz）是瑞士联邦西部法语区的沃州下设的一个镇。在行政上属于沃州格罗区管辖。庞塔的总面积为3.83平方公里。截至2010年底，总人口为1,590。

## 地理
沃诺日河从庞塔西部边境附近穿过。